# 若櫻站

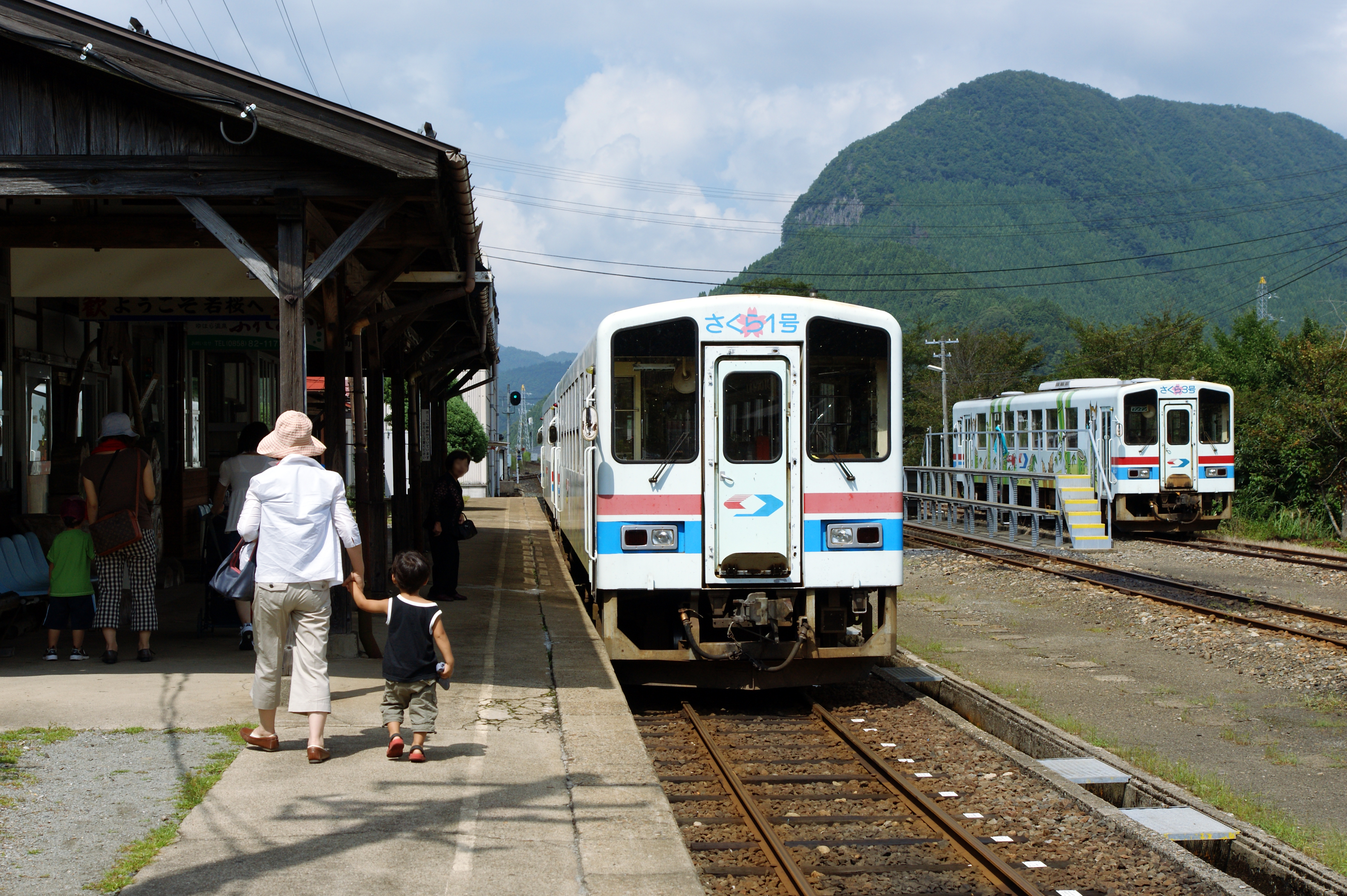
站內

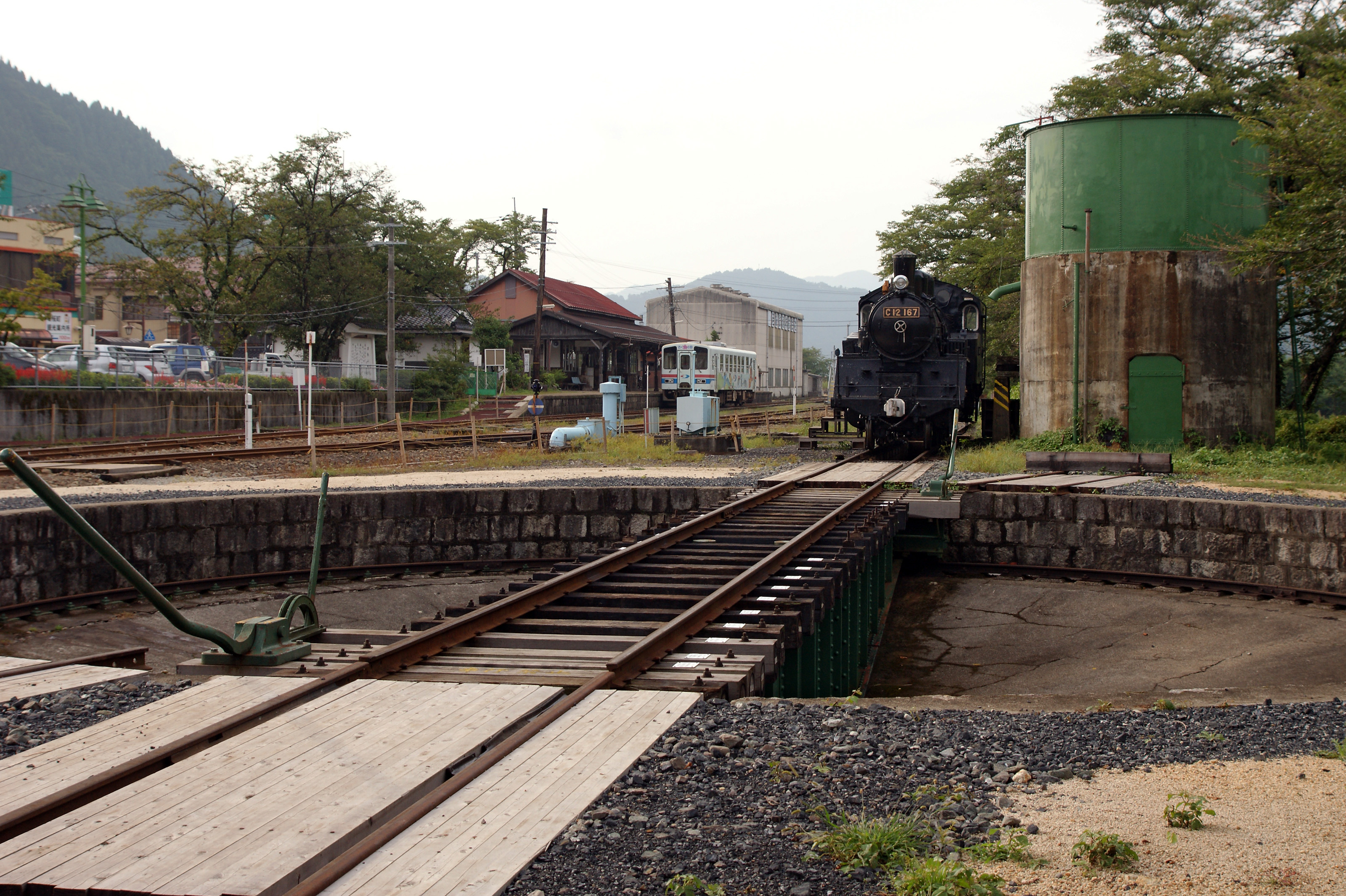
SL的轉車盤和水塔

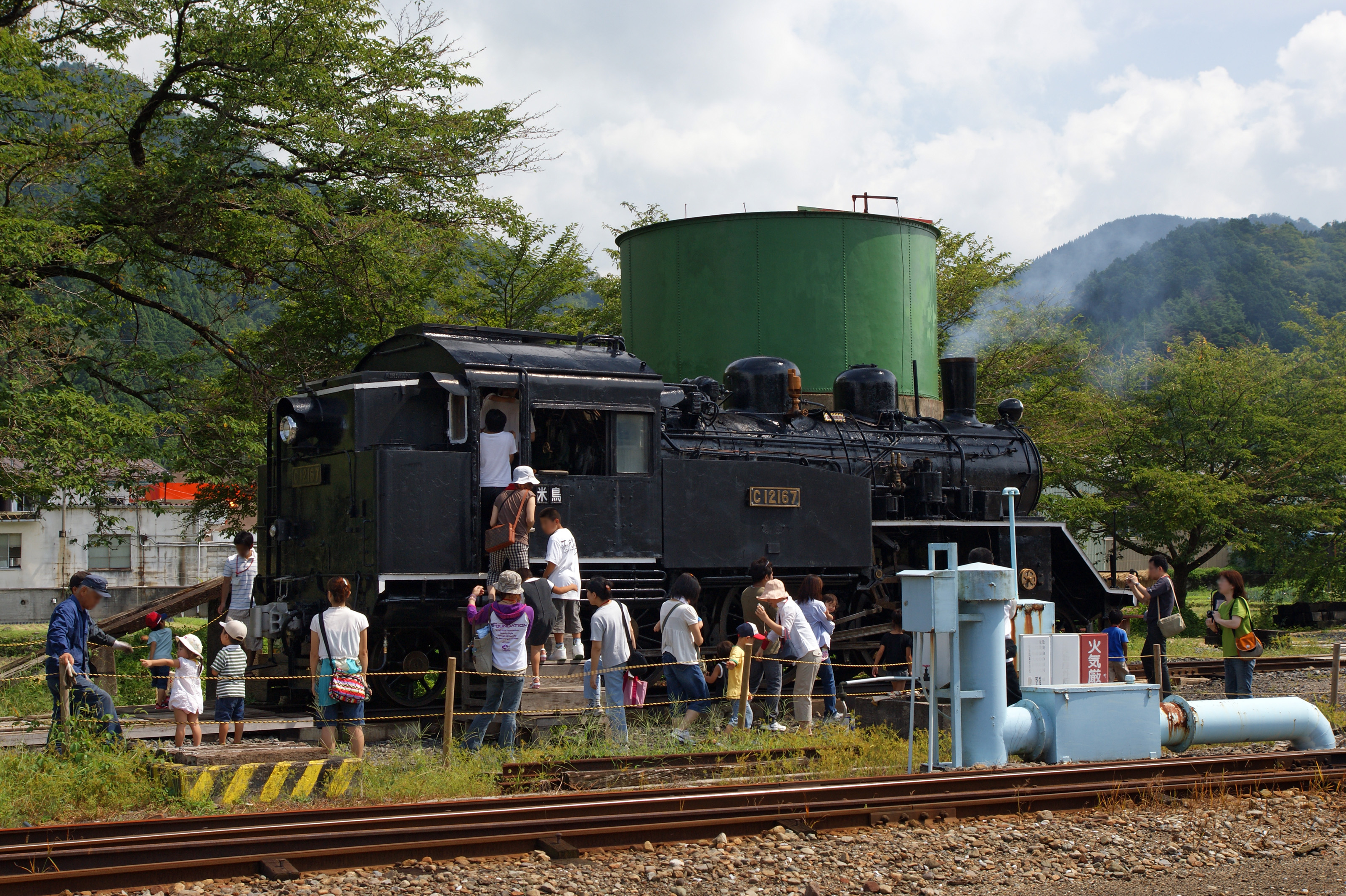
C12 167

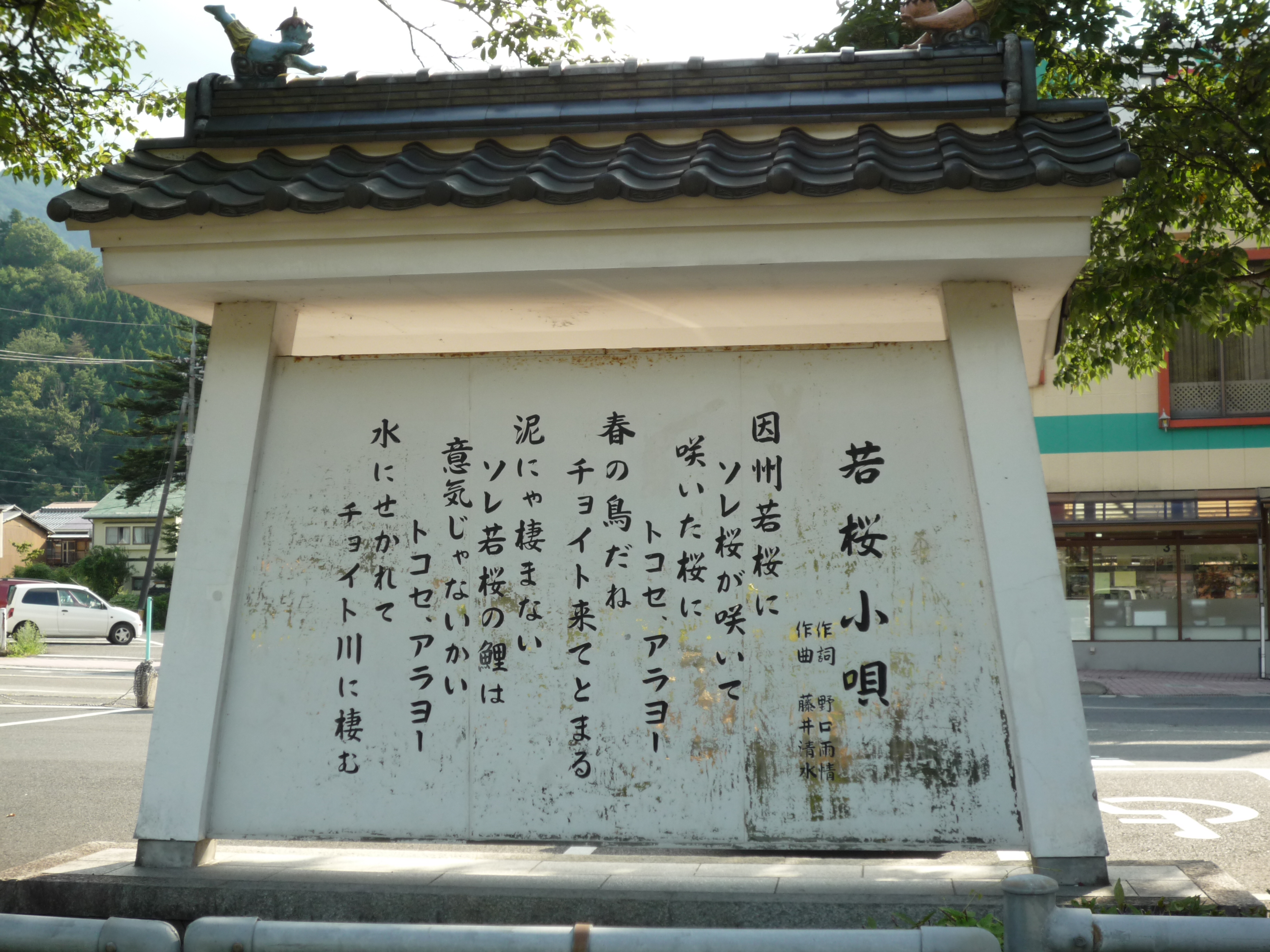
站前設有紀念若櫻線而設，由野口雨情作詞的「若櫻小唄」之歌碑

若櫻站（日语：／ Wakasa eki */?）是位於鳥取縣八頭郡若櫻町若櫻字蓮教寺下，若櫻鐵道若櫻線的車站（終點站）。車站鄰接若櫻鐵道總部和車廠，同時為鳥取縣最東車站。

## 歷史
- 1930年（昭和5年）12月1日 - 國有鐵道若櫻線從隼站延伸至此站，此站啟用。當時為旅客、貨運車站。
  - 當時車站地址為鳥取縣八頭郡若櫻町若櫻字蓮教寺下Mo。
- 1954年（昭和29年）3月1日 - 隨著若櫻町（第二次）成立，車站地址變為鳥取縣八頭郡若櫻町若櫻字蓮教寺下Mo。
- 1974年（昭和49年）10月1日 - 結束貨運業務。
- 1987年（昭和62年）
  - 4月1日 - 伴隨國鐵分割民營化，車站由西日本旅客鐵道（JR西日本）營運。
  - 10月14日 - 若櫻線由若櫻鐵道繼承[1]。
- 2008年（平成20年）7月23日 - 登錄成為有形文化財。
- 2020年（令和2年）1月16日 - 與台灣新竹縣橫山鄉的台灣鐵路管理局內灣線之內灣站成為姊妹車站[2][3]。

## 車站構造
車站是一座地面車站，設有1面1線的單式月台。從郡家的列車會開啟右邊車門。此站設有側線，也設有列車夜間停泊。木製車站大樓內設有若櫻鐵道總部和圖書角，在等候列車時可於站內閱讀。這些圖書是帶至列車上，但是下車需要交還給乘務員。此站是線內唯一直營車站。站內設有櫃臺售賣車票（硬式車票）和商品。當沒有職員當值時則於車內結算車費。另外，於檢票口外設有男女分開的濕廁。
站內還保留了與蒸氣機車相關的設備，包括由「若櫻站SL保存會」修理的轉車盤。在2007年（平成19年）8月8日，蒸氣機車C12 167從兵庫縣多可郡多可町轉讓至此站、若櫻鐵道把蒸汽機車的制動系統改為空氣制動。隨後提供了參觀機車的活動，該活動需要門票（成人300日圓，小童免費）。另外，在4月至12月中第二和第四個星期日會進行SL展示運輸（駕駛時使用壓縮空氣以代替煤和水）、轉車盤回轉體驗、小火車乘車體驗和汽笛體驗活動。
在2008年（平成20年），若櫻鐵道若櫻線的所有歷史設施均登錄為國家登錄有形文化財（包括了若櫻站、丹比站、八東站、安部站、隼站和因幡船岡站之設施）。成為了日本全國首例。

### 若櫻站的登錄有形文化財列表
- 車站大樓與月台
- 雜物房與燈房
- 舊西開關手箱番所
- 舊東開關手箱番所
- 車庫
- 機車轉車盤
- 水塔
- 雪溝

## 使用狀況
以下為近年一日平均上下車人次列表：
| 上下車人次變化 | 上下車人次變化 |
| 年度           | 1日平均人次    |
| -------------- | -------------- |
| 2011年         | 338            |
| 2012年         | 274            |
| 2013年         | 341            |
| 2014年         | 284            |
| 2015年         | 276            |
| 2016年         | 266            |
| 2017年         | 248            |
| 2018年         | 249            |

## 車站周邊

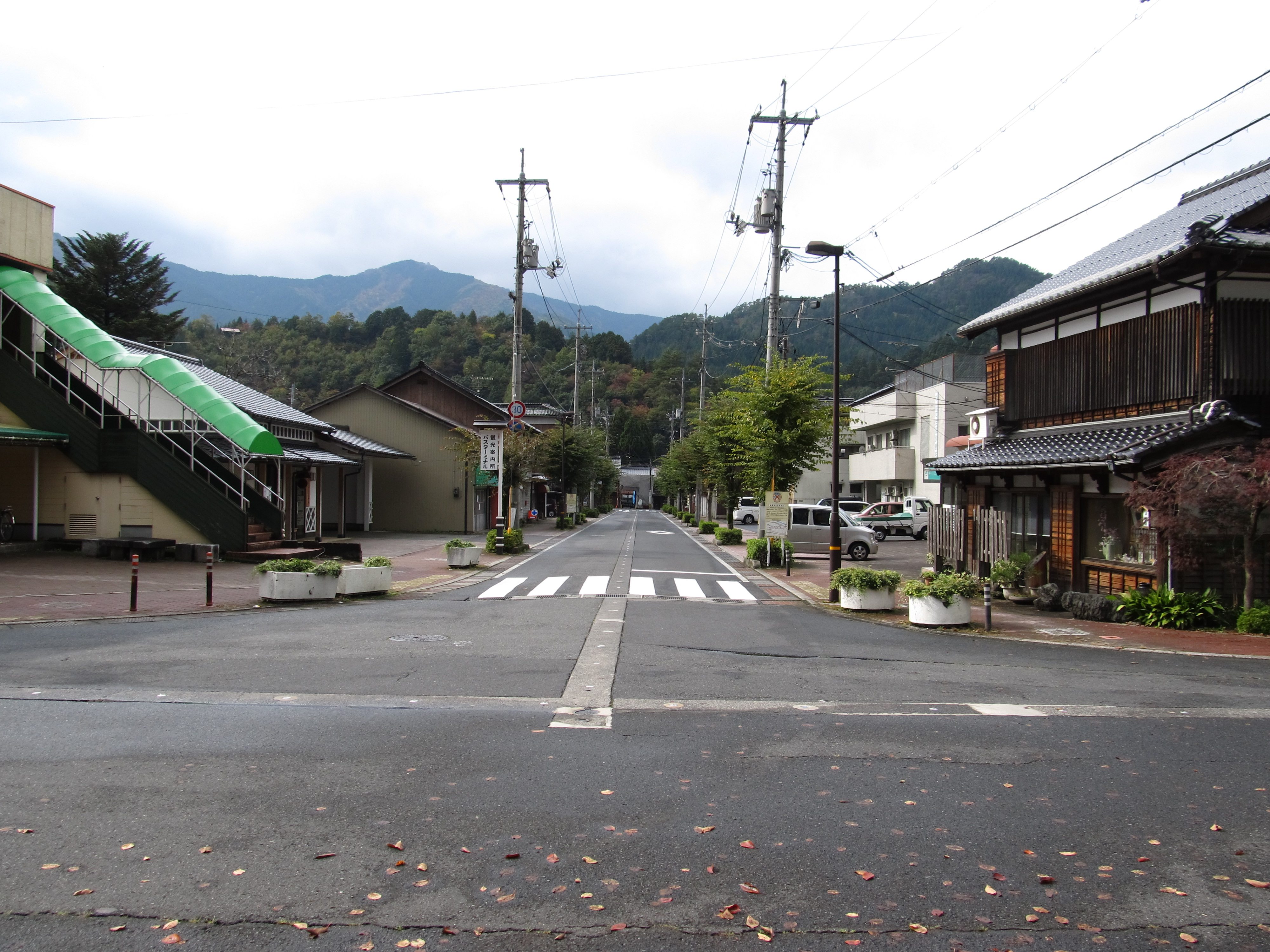
鳥取縣道176號若櫻停車場線

- 若櫻神社（日语：若桜神社）
- 若櫻町觀光詢問處
- 道之驛若櫻（日语：道の駅若桜）
- 若櫻町公所
- 若櫻郵局（暨日本郵便鳥取分店（日语：鳥取中央郵便局）若櫻收寄中心）
- 鳥取銀行
- 山陰合同銀行
- 鳥取信用金庫（日语：鳥取信用金庫）
- TOSC（日语：トスク (鳥取県)）若櫻店
- 郡家警署（日语：郡家警察署）若櫻駐在所
- 八東川（日语：八東川）
- 國道29號（日语：国道29号）
- 國道482號（日语：国道482号）
- 鳥取縣道103號若櫻湯村溫泉線（日语：鳥取県道・兵庫県道103号若桜湯村温泉線）
- 鳥取縣道176號若櫻停車場線（日语：鳥取県道176号若桜停車場線）

## 巴士路線
若櫻町營巴士總站（距離車站20米）
- 若櫻車廠、舂米口、舂米、冰之山滑雪場（日语：わかさ氷ノ山スキー場）、冰之山親睦之里（日语：氷ノ山ふれあいの里）方向

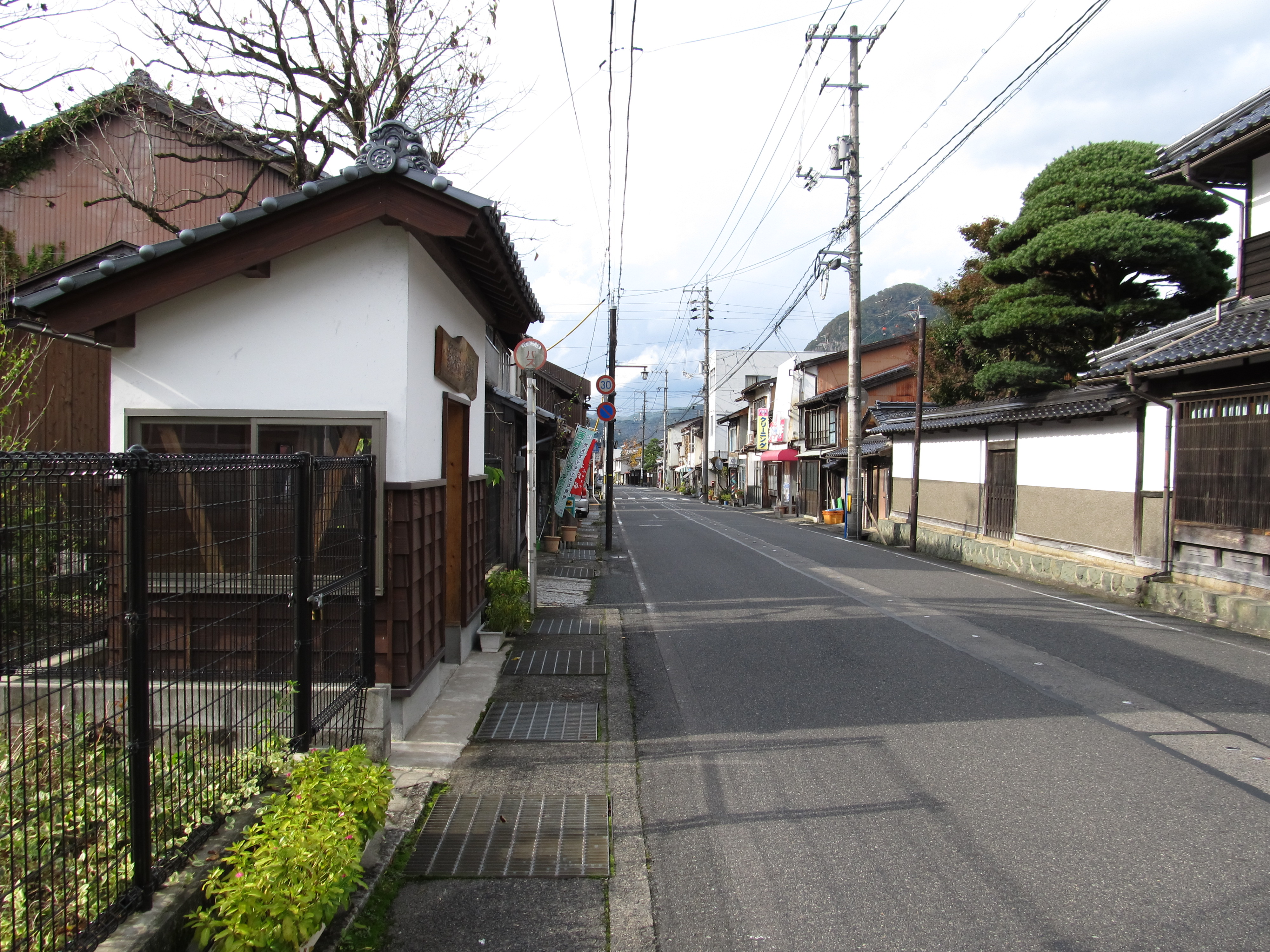
鳥取縣道103號上的若櫻站前巴士站

- 若櫻車廠、舂米口、岩屋堂（日语：不動院岩屋堂）、吉川方向
- 若櫻車廠、舂米口、岩屋堂、小船、落折方向

若櫻站巴士站 Yuima（車站正面）
- 諸鹿方向

若櫻站前巴士站
在鳥取縣道·兵庫縣道103號若櫻湯村溫泉線和鳥取縣道176號若櫻停車場線上，與車站有一段距離。
- 西北方向巴士站（鳥取市方向：縣道103號上）
  - 日交巴士（日语：日本交通 (鳥取)） - 丹比站前、安井、郡家站前、鳥取站方向
  - 日交巴士 - 以若櫻車庫為終點站

另外，車站東南方國道29號上的「道之驛若櫻」內設有「若櫻巴士站」，行走於大阪至鳥取之間的日本交通高速巴士部分班次停靠。

## 相鄰車站
若櫻鐵道
若櫻線
丹比－若櫻

## 注腳
1. ↑  . NHK新聞 (NHK全球媒體服務). 1987-10-14.
2. ↑  . 聯合報. 2020-01-16  [2021-10-05]. （原始内容存档于2020-01-16）.
3. ↑  . 中央通訊社. 2020-01-16  [2020-01-16]. （原始内容存档于2021-10-05） （日语）.
4. ↑  . 日本海新聞. 2006-08-09  [2007-09-03]. 原始内容存档于2006-05-25 （日语）.
5. ↑  . 日本海新聞. 2007-08-09  [2007-09-03]. 原始内容存档于2007-09-27 （日语）.
6. ↑  国土数値情報　駅別乗降客数データ  （页面存档备份，存于）（日語） - 國土交通省，2021年3月10日參閲

## 外部連結
- 沿線各站情報 - 若櫻鐵道株式會社 （页面存档备份，存于）（日語）
- 若櫻線SL遺產保存會[]（日語） - 鳥取力（鳥取縣未來創造推進局鳥取力創造課）
- 若櫻線SL運行委員會通知 （页面存档备份，存于）（日語） - 若櫻線SL運行委員會（若櫻鐵道）